# Babati
Babati er en by i det nordlige Tanzania, og den administrative hovedby i regionen Manyara. Den er beliggende cirka 170 km sydvest for Arusha og befolkningen var ved folketællingerne i 2002 på 30.975 mennesker, på et areal på 121,57 kvadratkilometer. Babati er samtidig hovedby for et af regionens fem distrikter, Babati (distrikt). 

## Administrativ inddeling
Babati er inddelt i fire områder:
- Babati
- Bagara
- Maisaka
- Nangara

4°13′S 35°45′Ø / 4.217°S 35.750°Ø